# Teracotona pardalina
Teracotona pardalina är en fjärilsart som beskrevs av Max Bartel 1903. Teracotona pardalina ingår i släktet Teracotona och familjen björnspinnare. Inga underarter finns listade i Catalogue of Life.